# جوي بيرلينجر
جوزيف بيرلينجر (بالإنجليزية: Joseph Berlinger)‏ هو مخرج ومنتج أفلام وثائقية أمريكي. ولد يوم 30 أكتوبر 1961 في بريدجبورت في الولايات المتحدة.

## روابط خارجية
- جوي بيرلينجر على موقع IMDb (الإنجليزية)
- جوي بيرلينجر على موقع ألو سيني (الفرنسية)
- جوي بيرلينجر على موقع ديسكوغز (الإنجليزية)
- جوي بيرلينجر على موقع قاعدة بيانات الفيلم (الإنجليزية)